# Enrique Rioja Lo Bianco
Enrique Rioja Lo Bianco (Santander, 16 de febrero de 1895 - México, 20 de septiembre de 1963) fue un científico y profesor español, que contribuyó extensamente al campo de la hidrobiología, a la divulgación científica y a la promoción de la didáctica de las Ciencias Naturales, primero en España, hasta 1939, y luego en México, a donde tuvo que exiliarse al término de la guerra civil española.

## Biografía
Era hijo del zoólogo José Rioja Marín (1866-1945), que fue director de la Estación de Biología Marina de Santander. Por parte de madre era sobrino de Salvatore Lo Bianco, miembro destacado del Acuario de Nápoles y autor prestigioso de los métodos más avanzados para la conservación de muestras zoológicas marinas.
]
Se licenció en la Universidad de Madrid en Ciencias Naturales en 1915, con premio extraordinario. Desde 1913 a 1916 asistía en verano a los laboratorios de la Estación marítima de Santander, dedicando sus esfuerzos sobre todo a la recolección de poliquetos, que se convirtieron en su especialidad. Durante los meses lectivos estudiaba el material obtenido en los laboratorios del Museo de Ciencias Naturales de Madrid. Este esfuerzo produjo una tesis titulada Datos para el conocimiento de la fauna de anélidos poliquetos del Cantábrico, con la que se doctoró en 1916.
La trayectoria científica de Rioja se mantuvo siempre, hasta su exilio en 1939, ligada al Museo Nacional de Ciencias Naturales, reconociendo como su maestro a Ignacio Bolívar, con el que mantuvo una estrecha relación cuando ambos llegaron a México. Otra influencia notable fue la de Nicolás Achúcarro, discípulo a su vez de Cajal.
Rioja fue director de los cursos estivales de Zoología Marina organizaos por el Museo en diversos lugares de la costa. En 1923 se convirtió en jefe de la Sección de Malacología y Animales Inferiores, en sustitución de Joaquín González-Hidalgo Rodríguez. El Museo confió en él para el establecimiento de un laboratorio que cumpliese las funciones desarrolladas largo tiempo por el de Santander, el cual se fundó finalmente en Marín, en 1932, muchos años después, cuando Enrique Rioja estaba ya centrado en otras misiones.
Como tantos científicos españoles de la época, Enrique Rioja buscó en la enseñanza secundaria el medio de ganarse la vida, mientras proseguía en el Museo investigaciones siempre escasas de financiación. Colaboró en el Instituto General y Técnico de Santander, y en el Instituto de San Isidro de Madrid, antes de ganar por oposición el título de Catedrático Numerario de Instituto. Tuvo su primer destino en Mahón (1918), ocupando plaza después en los institutos de Reus (1919), Badajoz (1920), y San Isidro (desde 1930). De este último centro fue además nombrado director en 1931.

### República y guerra civil
Rioja se adhirió con entusiasmo al movimiento reformador de la educación que puso en marcha la Segunda República. En 1932 asumió la cátedra de Biología aplicada a la Educación, creada al incluirse los estudios pedagógicos en la Universidad. Se incorporó a la labor de importantes órganos consultivos del Gobierno, como el Consejo de Instrucción Pública (1931), Junta Técnica de la Inspección General de Segunda Enseñanza (1932), la Junta Económica Central de los Institutos Nacionales de Segunda Enseñanza (1934), el Consejo Nacional de Cultura (del que fue vicepresidente en 1935), el Consejo de Segunda Enseñanza de Cataluña (que presidió desde 1936) y otros. Fue miembro también de los patronatos de dos instituciones notables, la Universidad Internacional de Verano de Santander (1933) y las Misiones Pedagógicas.
Rioja participó en 1937 en la creación y el funcionamiento de los Institutos para Obreros, y dirigió personalmente el primero de ellos, creado en Valencia, y enseñó después en el barcelonés del barrio de Sarriá. En Barcelona, al año siguiente, fue profesor de Ciencias Naturales de la Escuela de Ingenieros Industriales. Durante la guerra militó activamente en la causa republicana, colaborando con ediciones populares divulgativas, y en revistas como Nueva Cultura.
En enero de 1939, cuando se esperaba la irrupción del ejército franquista, Rioja pasó a Francia, en el mismo grupo que incluía a Antonio Machado (con su hermano José y su madre), al geólogo José Royo Gómez, y numerosos otros intelectuales, entre ellos Corpus Barga o Tomás Navarro Tomás.

### En México
Desde Toulouse Rioja escribió a Isaac Ochoterena que inmediatamente gestionó su nombramiento como investigador en la institución que dirigía, el Instituto de Biología de la UNAM, nombramiento efectivo desde el 1 de marzo de 1939, aunque su llegada a Veracruz con otros intelectuales, en el vapor Flandre, se retrasó hasta el 31 de mayo del mismo año.
Rioja promovió, con el entomólogo Cándido Bolívar y el botánico Faustino Miranda, el establecimiento de una Colección Biológica Mexicana, iniciativa que no prosperó, pero que prefiguraba el propósito con que este grupo de naturalistas españoles exiliados abordaron su tarea investigadora en los años siguientes.
Desde su llegada y hasta su muerte Enrique Rioja estuvo vinculado al Instituto de Biología, aunque no fue nombrado profesor a tiempo completo hasta 1956. Aquí se dedicó a reorganizar y concolidar el Laboratorio de Hidrobiología, con la colaboración de varios investigadores jóvenes a cuya formación contribuyó, y entre los que destaca María Elena Caso Muñoz (1915-1991), que se convirtió en una prestigiosa especialista en equinodermos. El instituto se convirtió en un centro de referencia junto con el dirigido en la Escuela Nacional de Ciencias Biológicas del Instituto Politécnido Nacional por Bibiano Fernández Osorio y Tafall.
A partir de 1947 Rioja se incorporó a la Sociedad Mexicana de Historia Natural, cuando era su presidente Cándido Bolívar, llegado también en 1939. Fue presidente de la sociedad en 1958 y 1959, y en ese período promovió la conmemoración en México de la publicación en 1859 de El origen de las especies.
En el último decenio de su vida actúa repetidamente como representante de México en reuniones internacionales. En 1958 fue comisionado, por ejemplo, para representar a México en la Conferencia de las Naviones Unidas sobre el Derecho de Mar; y a partir de 1960 fue muy activo en las conferencias organizadas por el Centro de Cooperación Científica de la UNESCO para América Latina.

## Didáctica  de las ciencias

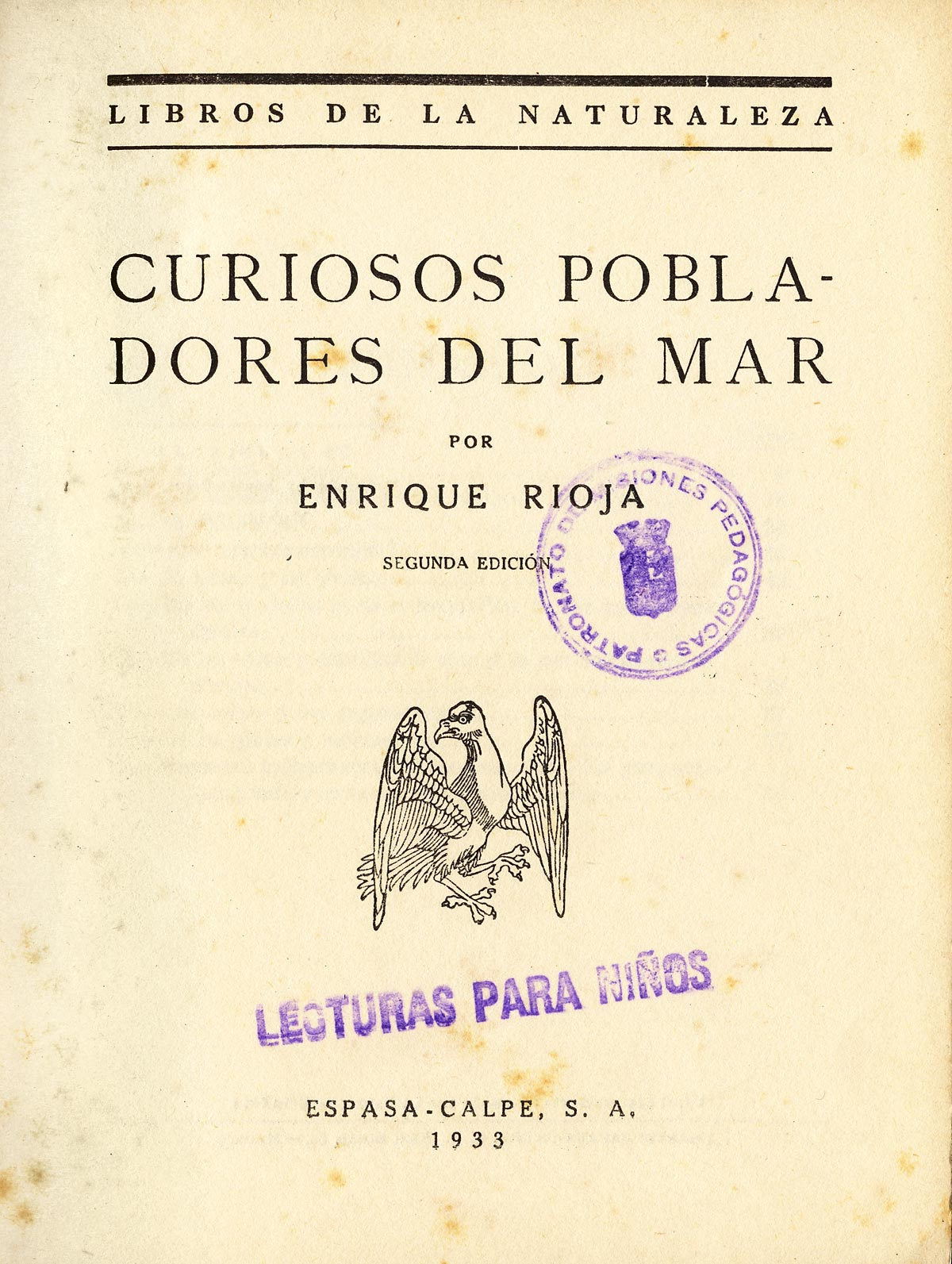
Portada de «Curiosos pobladores del mar», una de las obras de divulgación más reeditadas de Enrique Rioja, con el sello del Patronato de Misiones Pedagógicas.

En 1922 obtuvo, por oposición, la cátedra de Ciencias Naturales de la Escuela Superior de Magisterio de Madrid, y desde el primer momento demostró el máximo interés por la didáctica de esta disciplina, plasmado por ejemplo en el folleto de 1923 titulado «Cómo se enseñan las Ciencias Naturales». No decayó nunca este interés, y publicó regularmente en revistas de pedagogía y didáctica de las ciencias. Defendió especialmente las salidas al campo, por la oportunidad que ofrecen para que los alumnos observen a los seres vivos en su ambiente, en interacción mutua. De la misma manera mostró su escepticismo hacia el valor de la realización de colecciones.
Enrique Rioja publicó a lo largo de su vida numerosos textos pensados para la divulgación, y a veces específicamente para los niños. Fue también autor de muchos manuales para la segunda enseñanza y para la universidad. Debe destacarse también su colaboración prolongada con Orestes Cendrero Curiel.

## Aportaciones científicas
Los poliquetos, a los que había dedicado su tesis doctoral, siguieron siendo el centro de su interés investigador, junto con los problemas generales de la hidrobiología a lo largo de toda su vida. Durante su etapa mexicana registró la presencia en ambos litorales de unas 300 especies. Como poliquetólogo publicó 26 artículos, aportando la descripción de 39 nuevas especies, la mayoría de las cuales siguen considerándose válidas,  3 géneros, y varias subespecies que han recibido más tarde el estatus de especies válidas. Es autor además de la familia Oweniidae. Aunque los trabajos que predominan en su obra son esencialmente taxonómicos, investigó también aspectos ecológicos, especialmente relativos a adaptaciones a ambientes especiales, como las aguas salobres de los manglares.
Durante los años mejicanos estudió extensamente los crustáceos, especialmente los decápodos de interés pesquero, pero también otros grupos, como ostrácodos e isópodos. Publicó 37 artículos, la mayor parte en la serie «estudios carcinológicos», que vieron la luz en diversas revisitas. Sobre todo en los primeros años se centraron en la taxonomía de las especies de camarón de interés económico. Rioja dio prueba desde el principio de su compromiso con el país que le había acogido junto a tantos otros científicos  españoles exiliados.
Desde sus primeros trabajos cinetíficos y docentes Enrique Rioja dio pruebas de su interés por los aspectos ecológicos y biogeográficos de su material de estudio. Demostró el máximo interés por los problemas generales de la Hidrobiología y publicó extensamente artículos de ese contenido en su etapa mexicana.
La base de datos del ITIS ofrece (2016) la siguiente lista de táxones válidos descritos por Enrique Rioja:
- Alloniscus thalassophilus Rioja, 1964
- Ankylocythere bidentata (Rioja, 1949)
- Ankylocythere cubensis (Rioja, 1955)
- Ankylocythere heterodonta (Rioja, 1940)
- Ankylocythere sinuosa (Rioja, 1942)
- Armadillo mirandai (Rioja, 1954)
- Brackenridgia acostai (Rioja, 1951)
- Brackenridgia villalobosi Rioja, 1950
- Creaseriella Rioja, 1953
- Cubaris mirandai Rioja, 1954
- Cylindroniscus maya Rioja, 1958
- Donnaldsoncythere Rioja, 1942
- Entocythere claytonhoffi Rioja, 1942
- Entocythere mexicana Rioja, 1943
- Entocythere ruibali Rioja, 1955
- Hydroides brachyacantha Rioja, 1863
- Mexiconiscus laevis (Rioja, 1956)
- Mexieulepis Rioja, 1961
- Oweniidae Rioja, 1917
- Pileolaria berkeleyana (Rioja, 1942)
- Scolelepis cantabra (Rioja, 1918)
- Speocirolana bolivari (Rioja, 1953)
- Trichorhina boneti Rioja, 1956
- Trichorhina vandeli Rioja, 1955
- Typhlotricholigioides aquaticus (Rioja, 1953)
- Typhlotricholigioides Rioja, 1953
- Uncinocythere bicuspide (Rioja, 1943)
- Uncinocythere cuadricuspide (Rioja, 1945)
- Uncinocythere dobbinae (Rioja, 1943)
- Venezillo chiapensis Rioja, 1955
- Venezillo llamasi Rioja, 1954
- Venezillo pleogoniphorus (Rioja, 1951)

## Taxones epónimos
Los siguientes taxones válidos, entre otros, honran con su nombre a Enrique Rioja:
Annelida, Polychaeta:
- Augeneria riojai Aguirrezabalaga & Carrera-Parra, 2006
- Branchiosyllis riojai Góngora-Garza, García-Garza & de León-González, 2011
- Eunice riojai León-González, 1988
- Hermundura riojai (Salazar-Vallejo, 1986)
- Magelona riojai Jones, 1963
- Microphthalmus riojai Reish, 1968
- Myriochele riojai Parapar, 2003
- Namanereis riojai (Bastida-Zavala, 1990)
- Syllis riojai (San Martín, 1990)

Chordata, Osteichthyes:
- Chirostoma riojai Solórzano and López, 1966

Crustacea, Malacostraca:
- Procambarus riojai (Villalobos, 1944)

Crustacea, Ostracoda:
- Thermastrocythere riojai (Hoff, 1943)

Echinodermata, Holothuroidea:
- Holothuria (Paraholothuria) riojai Caso, 1964

Porifera, Calcárea:
- Leucandra riojai Ferrer-Hernández, 1918

Platyhelminthes, Trematoda, Monogenea:
- Pseudomazocraes riojai (Caballero & Bravo-Hollis, 1963) Lebedev, 1970
- Vallisia riojai Caballero y Caballero y Bravo-Hollis, 1963

Magnoliophyta, Magnoliopsida, Euphorbiaceae
- Jatropha riojae, probablemente extinta.[10]